# Модуньо, Доменико
Доме́нико Моду́ньо (итал. Domenico Modugno; 9 января 1928[…], Полиньяно-а-Маре, Апулия — 6 августа 1994[…], Лампедуза и Линоза, Сицилия) — итальянский певец, автор-исполнитель, автор песен, актёр театра и кино, гитарист, кинорежиссёр, композитор, политик, правозащитник, студийный музыкант и сценарист. Трёхкратный представитель Италии на конкурсе песни «Евровидение» (1958, 1959 и 1966).

## Биография
Родился 9 января 1928 года в Полиньяно-а-Маре в семье Вито Модуньо и его жены Пасхи Ло Руссо. С ранних лет мечтал стать актёром, и в 1951 году, после службы в армии, поступил в актёрскую школу. Во время учёбы он получил роль в первой киноверсии пьесы Эдуардо Де Филиппо «Филумена Мартурано», а также в ряде других кинофильмов.

### «Фестиваль неаполитанской песни»
В 1957 году его песня «Lazzarella» в исполнении Аурелио Фиерро заняла второе место на Фестивале неаполитанской песни, что принесло Модуньо первую известность. В 1964 году на том же фестивале его песня «Tu si na cosa grande» в его собственном исполнении заняла первое место. Эти его песни, как и ряд других, вошли в число классических неаполитанских песен.

### «Фестиваль в Сан-Ремо» и «Евровидение»
В 1958 году принял участие в музыкальном фестивале в Сан-Ремо с песней «Nel blu dipinto di blu» (также известной как «Volare»), написанной совместно с Франко Мильяччи. Песня стала победителем фестиваля и совершенно неожиданно завоевала огромную популярность во всём мире, диски с записью песни расходились огромными тиражами, особенно в США. По итогам года, он стал обладателем двух премий «Грэмми» — за лучшую песню и за самую продаваемую запись года. В том же году с этой же песней, он представил Италию на третьем конкурсе песни «Евровидение», проходившем в голландском Хилверсюме, где занял третье место с 13 баллами. В 1959 году снова победил на музыкальном фестивале в Сан-Ремо, на этот раз с песней «Piove» (также известной как «Ciao, ciao bambina») и вновь представил Италию на четвёртом конкурсе песни «Евровидение», проходившем во французских Каннах, где он занял шестое место с 9 баллами. В 1960 году получил второй приз с песней «Libero» на музыкальном фестивале в Сан-Ремо. Это был очень успешный период в его творчестве. В 1962 году он посетил СССР, а также занял первое место на фестивале в Сан-Ремо с песней «Addio…, addio…». Четырьмя годами позднее он снова одержал победу на фестивале с песней «Dio, come ti amo» и с ней же в третий раз представил Италию на одиннадцатом конкурсе песни «Евровидение», проходившем в Люксембурге, где разделил последнее место с представительницей Монако, не набрав ни одного балла. Всего Доменико Модуньо участвовал в одиннадцати фестивалях итальянской песни в Сан-Ремо, из них четыре победы являются рекордом этого фестиваля, которого наряду с Модуньо смог добиться только Клаудио Вилла. В 2005 году по случаю полувекового юбилея конкурса песни «Евровидение» был организован специальный конкурс «Congratulations». Его целью было определить лучшие песни этого конкурса за последние 50 лет. Его песня «Nel blu dipinto di blu», занявшая на конкурсе 1958 года третье место была признана лучшей сразу за победительницей — песней «Waterloo» квартета ABBA (при этом сами авторы этой песни Бьорн Ульвеус и Бенни Андерссон проголосовали за его песню).

### Дальнейшая жизнь и смерть
В 1970-е годы он сосредоточился на более классических жанрах как певец и музыкант, участвовал в качестве актёра на телевидении и исполнял главные певческие партии в современных оперных постановках. В 1986 году Модуньо занялся политикой в качестве члена Итальянской Радикальной партии и в июне 1987 года был избран депутатом парламента от Турина. В последние годы жизни он вёл активную общественную деятельность в социальной сфере, боролся против нечеловеческих условий содержания пациентов психиатрической лечебницы в Агридженто. С апреля 1990 по апрель 1992 года входил в сенат Италии.
Скончался 6 августа 1994 года в Лампедузе и Линозе у себя дома от сердечного приступа в возрасте 66 лет.

## Личная жизнь
- Отец — Вито Козимо Модуньо.
- Мать — Пасха Ло Модуньо-Руссо.
- Жена (1955—1994): Франка Модуньо-Гандольфи (род. 1932), актриса.
  - Сын — Марко Модуньо (род. 1958), актёр.
  - Сын — Марчелло Модуньо (род. 1962), актёр.
  - Сын — Массимо Модуньо (род. 1966), актёр.
- Внебрачный сын (от хореографа Мауриции Камилли): Фабио Камилли (род. 1962), актёр.

## Дискография

### Синглы
- 1954 — «La giara»
- 1954 — «Lu pisce spada»
- 1957 — «A pizza c’a' pummarola»
- 1957 — «La signora a fianco»
- 1957 — «Lazzarella»
- 1958 — «Ah che Bell 'o Café»
- 1958 — «Drunken Donkey»
- 1958 — «Io mammet' e tu»
- 1958 — «Mogli pericolose»
- 1958 — «Musetto»
- 1958 — «Nel blu dipinto di blu (Volare)»
- 1958 — «O specchio»
- 1958 — «Viento di Scirocco»
- 1959 — «Espresso Café (O’Café)»
- 1959 — «La donna riccia»
- 1959 — «Marinai, donne e guai»
- 1959 — «Piove (Ciao, ciao bambina)»
- 1959 — «Una testa piena di sogni»
- 1960 — «Milioni di scintillei»
- 1960 — «Femmine di lusso»
- 1960 — «Più sola»
- 1960 — «Resta cu’mme (Stay Here with Me)»
- 1961 — «Farfalle»
- 1961 — «Io»
- 1961 — «Notte di luna calante»
- 1961 — «Pasqualino maraja»
- 1961 — «Pizzica, pizzica, pizzica bu»
- 1961 — «Resta cu me»
- 1961 — «Strada anfosa»
- 1962 — «Addio, addio»
- 1962 — «Selene»
- 1962 — «Si, Si, Si»
- 1962 — «Vecchio Frak»
- 1963 — «Stasera pago io»
- 1966 — «Dio, come ti amo»
- 1966 — «Uccellacci E Uccellini (Titoli Di Testa)»
- 1967 — «Carla Theme»
- 1967 — «Sopra i tetti azzurri del mio pazzo amore»
- 1968 — «Che cosa sono le nuvole?»
- 1973 — «Amara terra mia»
- 1973 — «La lontananza»
- 1974 — «La risvegliata»
- 1974 — «La sbandata»
- 1975 — «Piange il Telefono» (Le Téléphone Pleure)"
- 1976 — «Il maestro di violino»
- 1983 — «Meraviglioso»
- 1987 — «El hombre del frac»
- 1993 — «Sole Malato»
- 1997 — «Moryaki, zhenshchiny i nepriyatnosti» (посмертно)
- 2003 — «Tu Sì 'na Cosa Grande» (посмертно)
- 2005-2017 — «Field and City» (посмертно)
- 2007 — «Ragazzo del sud» (посмертно)
- 2016 — «Baño de mar a medianoche» (посмертно)
- 2017 — «L’Homme en Habit» (посмертно)
- 2017 — «Planeta Lowcost» (посмертно)
- 2017 — «Symphony 2000» (посмертно)
- 2018 — «Non Piangere, Maria» (посмертно)

## Фильмография

### Актёр
- 1951 — «Красивая горничная ищет работу»
- 1951 — «Судьба»
- 1951 — «Филумена Мартурано»
- 1952 — «Генуэзский разбойник»
- 1952 — «Героическая атака»
- 1953 — «La carovana del peccato»
- 1953 — «Questa è la vita»
- 1953 — «Лёгкие годы»
- 1954 — «Рыцари королевы» + архив
- 1955 — «Da qui all’eredità»
- 1955 — «Волшебное селение»
- 1955 — «Красный плащ»
- 1956 — «Accadde di notte»
- 1956 — «I tre moschettieri»
- 1956 — «L’alfiere»
- 1956 — «Такова жизнь»
- 1957 — «La spada imbattibile» (архив)
- 1957 — «Лацарелла»
- 1957 — «Приключения трёх мушкетёров» + архив
- 1958-1959 — «Городской тост»
- 1958 — «Предприятия легендарной шпаги» + архив
- 1959 — «BP Super Show»
- 1959 — «Destinazione Sanremo»
- 1959 — «Io, mammeta e tu»
- 1959 — «Napoli è tutta una canzone»
- 1959 — «Sunday Showcase»
- 1959 — «Ночь над Европой»
- 1959 — «Плащи и окровавленные шпаги» + архив
- 1959 — «Эстерина»
- 1960 — «Bon soir, Kathrin!»
- 1960 — «The Dinah Shore Chevy Show»
- 1960 — «Vacanze in Argentina»
- 1960 — «Адуя и её подруги»
- 1960 — «Сан-Ремо, большой вызов»
- 1960 — «Свидание на Искье»
- 1961 — «Достопочтенное общество»
- 1961 — «Страшный суд»
- 1961 — «Синева в синеве»
- 1963 — «Italiani come noi»
- 1963 — «Rinaldo in campo»
- 1963 — «Вся эта музыка»
- 1964 — «1° Festival Internazionale del Clown a Campione d’Italia»
- 1964 — «Carrusel nocturno»
- 1964 — «Gran Parada»
- 1965-1966 — «Noche del sábado»
- 1965 — «Scaramouche»
- 1966-1967 — «International Cabaret»
- 1966 — «Soeben eingetroffen»
- 1966 — «Европа поёт»
- 1966 — «Птицы большие и малые»
- 1967 — «Partitissima»
- 1967 — «The Rolf Harris Show»
- 1967 — «Variedades»
- 1967 — «Три укуса на яблоке»
- 1968 — «Che cosa sono le nuvole?»
- 1968 — «Каприз по-итальянски»
- 1969 — «Vera Lynn»
- 1970-1974 — «Senza rete»
- 1972 — «Festival» (архив)
- 1972 — «Il marchese di Roccaverdina»
- 1972 — «Игра в карты по-научному»
- 1974-1975 — «Tanto piacere»
- 1974 — «Неприкаянная»
- 1975 — «Musical de Mallorca 75»
- 1975 — «Piange… il telefono»
- 1975 — «Улыбка, пощёчина, поцелуй в губы» (архив)
- 1976 — «Учитель игры на скрипке»
- 1977 — «Don Giovanni in Sicilia»
- 1978 — «Good Old Days Part II»
- 1982 — «Глаза, рот» (архив)
- 1983 — «F.F.S.S., cioè: '…che mi hai portato a fare sopra a Posillipo se non mi vuoi più bene?'»
- 1984 — «Western di cose nostre»
- 1990 — «Aspettando Sanremo»
- 1993 — «Partita doppia»
- 1993 — «L’Oeil du cyclone» (архив)
- 1996 — «Hoe win ik het songfestival» (архив)
- 1998 — «Eurovisión Siglo XX» (архив)
- 2004 — «Come inguaiammo il cinema italiano — La vera storia di Franco e Ciccio» (архив)
- 2005 — «Come si fa a non amare Pier Paolo Pasolini — Appunti per un film sull’immondezza» (архив)
- 2005 — «Tour d’Eurovision» (архив)
- 2009 — «Banda sonora» (архив)
- 2010 — «1960» (архив)
- 2011 — «The Secret History of Eurovision» (архив)
- 2015 — «Al Centro del cinema» (архив)
- 2020 — «Шанс на успех» (архив)

## Другие работы

### Композитор, продюсер, режиссёр и сценарист
- 1955 — «Da qui all’eredità»
- 1957 — «Mariti in città»
- 1958 — «Опасные жёны»
- 1961 — «Достопочтенное общество»
- 1963 — «Вся эта музыка»
- 1975 — «Piange… il telefono»
- 1989 — «Gipsy Kings: Volare»